# Hainfeld (Dolna Austria)
Hainfeld – miasto w Austrii, w kraju związkowym Dolna Austria, w powiecie Lilienfeld. Według Austriackiego Urzędu Statystycznego liczyło 3682 mieszkańców (1 stycznia 2014).